# Radosław Kobierski

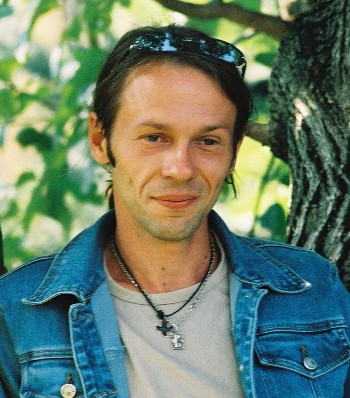
Robert Kobierski (2005)

Radosław Kobierski (* 31. Oktober 1971 in Tarnów) ist ein polnischer Lyriker, Prosaschriftsteller und Literaturkritiker.

## Leben
Kobierski besuchte das Gymnasium in Chorzów und legte dort 1990 das Abitur ab. Anschließend studierte er Polonistik an der Schlesischen Universität in Katowice, wo er 1997 den Magister erwarb. Während seines Studiums schloss er sich 1994 der Dichtergruppe Na Dziko an und debütierte 1995 mit dem Gedicht Czas pora światło przetrzeń. Er publizierte in vielen Zeitschriften, u. a. in Czas Kultury, Kartki, Studium, Śląsk, Topos, Kresy und Tygodnik Powszechny.
Er wohnt in Chorzów.

## Publikationen

### Lyrik
- Niedogony, 1997
- Rzeź winiątek, 1999
- Południe, 2000
- W dwójkę płyną umarli, 2002
- Lacrimosa, 2008
- Drugie ja, 2011
- Coming out, 2017

### Prosa
- Wiek rębny, 2000
- Harar, 2005
- Ziemia Nod, 2010

## Nominierungen
- 2009: Nominierung für den Literaturpreis Gdynia in der Kategorie Dichtung mit Lacrimosa
- 2010: Nominierung für den Literaturpreis Gdynia in der Kategorie Prosa mit Ziemia Nod